# Пікебу Стріт
Пікебу Стріт (англ. Picabo Street) — американська гірськолижниця, олімпійська чемпіонка та медалістка, чемпіонка світу та призерка чемпіонатів світу.
Золоту олімпійську медаль та звання олімпійської чемпіонки Стріт виборола на Олімпіаді в Нагано в супергіганті, а чотири роки перед тим, на Ліллегаммерській олімпіаді 1994 року, Стріт отримала свою першу олімпійську медаль — срібну за друге місце у швидкісному спуску.
Стріт народилася в Айдахо. Батьки не дали їй імені при народженні, тож вона сама обрала собі ім'я, коли їй було три роки, за назвою сусіднього села. У гірськолижній збірній США Пікебу почала виступати в 1989 році. Вона першою з американок виграла кубок світу (двічі у швидкісному спуску, в 1995 та 1996 роках). Загалом Стріт виграла 9 етапів кубка світу. У 1997-му Стріт зазнала травми і на деякий час припинила виступи. Повернулася вона на Олімпіаду в Солт-Лейк-Сіті, де була 16-ю у швидкісному спуску. Після Олімпіади спортсменка завершила кар'єру.
Стріт була й залишається популярною в США. На її честь названо один зі спусків у Сонячній Долині.

## Виноски
1. ↑  The International Who's Who of Women 2006 — Routledge, 2005. — ISBN 978-1-85743-325-8
2. ↑  Person Profile // Internet Movie Database — 1990.
3. ↑  Encyclopædia Britannica
4. ↑  Nagano 1998 Official Report - Volume 3 (PDF). Nagano Olympics Organizing Committee. LA84 Foundation. 1998. Архів оригіналу (PDF) за 26 лютого 2008. Процитовано 30 вересня 2013. {{cite web}}: Cite має пустий невідомий параметр: |df= (довідка)
5. ↑  Lillehammer 1994 Official Report (PDF). Lillehammer Olympiske Organisasjonskomité. LA84 Foundation. 1994. Архів оригіналу (PDF) за 12 вересня 2016. Процитовано 20 листопада 2013.
6. ↑  Alpine Skiing at the 1994 Lillehammer Winter Games: Women's Downhill. Sports Reference. Архів оригіналу за 17 квітня 2020. Процитовано 29 березня 2018.
7. ↑  Phillips, Bob (2002). Injuries haven't stopped greatest U.S. skier. ESPN. Архів оригіналу за 19 травня 2013. Процитовано 15 березня 2014.